# كينغ فينسكي
كينغ فينسكي (بالإنجليزية: King Levinsky)‏ مواليد 10 سبتمبر 1910 - الوفاة 30 سبتمبر 1991، كان ملاكم أمريكي سابق صنّف ضمن فئة الوزن الثقيل.

## إحصائيات
خاض خلال مسيرته 117 نزالا، فاز في 75 وتعادل في 7 وخسر في 36.

## روابط خارجية
- كينغ فينسكي على موقع بوكس ريك (الإنجليزية) (registration required)